# Valle del Fiume Oreto
Valle del Fiume Oreto este o arie protejată (arie specială de conservare — SAC, sit de importanță comunitară — SCI) din Italia întinsă pe o suprafață de 158 ha, integral pe uscat.

## Localizare
Centrul sitului Valle del Fiume Oreto este situat la coordonatele 38°05′02″N 13°19′57″E / 38.083978°N 13.332406°E.

## Înființare
Situl Valle del Fiume Oreto a fost declarat sit de importanță comunitară în septembrie 1995 pentru a proteja 2 specii de plante și 14 specii de animale. Situl a fost protejat și ca arie specială de conservare în martie 2017.

## Biodiversitate
Situată în ecoregiunea mediteraneană, aria protejată conține 13 habitate naturale: Păduri de Platanus orientalis și Liquidambar orientalis (Platanion orientalis), Râuri mediteraneene cu debit intermitent, cu specii de Paspalo-Agrostidion, Tufărișuri termo-mediteraneene și de pre-deșert, Izvoare petrifiante cu formare de travertin (Cratoneurion), Pante stâncoase calcaroase cu vegetație casmofită, Matorral arborescenți cu Laurus nobilis, Râuri mediteraneene cu debit permanent cu specii de Paspalo-Agrostidion și galerii riverane de Salix și de Populus alba, Păduri de stejar alb estice, Galerii și tufărișuri riverane sudice (Nerio-Tamaricetea și Securinegion tinctoriae), Păduri de Quercus ilex și Quercus rotundifolia, Galerii de Salix alba și de Populus alba, Pseudostepă cu ierburi și specii anuale de Thero-Brachypodietea, Vegetație anuală la limita mareei.
La baza desemnării sitului se află mai multe specii protejate:
- plante (2): Carex panormitana, Dianthus rupicola
- păsări (14): lăcar mare (Acrocephalus arundinaceus), fluierar de munte (Actitis hypoleucos), pescăruș albastru (Alcedo atthis), stârc roșu (Ardea purpurea), egretă mică (Egretta garzetta), măcăleandru (Erithacus rubecula), scoicar (Haematopus ostralegus), pescăruș-cu-cap-negru (Larus melanocephalus), pescăruș râzător (Larus ridibundus), Numenius phaeopus, pitulice de munte (Phylloscopus collybita), lopătar (Platalea leucorodia), cristei de baltă (Rallus aquaticus), chiră de mare (Thalasseus sandvicensis)

Pe lângă speciile protejate, pe teritoriul sitului au mai fost identificate 26 de specii de plante, 3 specii de amfibieni, 5 specii de nevertebrate, 3 specii de reptile.